# Timrå landsfiskalsdistrikt
Timrå landsfiskalsdistrikt var 1918–1947 ett landsfiskalsdistrikt i Västernorrlands län, bildat när Sveriges indelning i landsfiskalsdistrikt trädde i kraft den 1 januari 1918, enligt beslut den 7 september 1917. Distriktet upphörde 1 januari 1948 då dess område införlivades i Sköns landsfiskalsdistrikt.
Landsfiskalsdistriktet låg under länsstyrelsen i Västernorrlands län.

## Ingående områden
1 januari 1947 ombildades Timrå landskommun till Timrå köping.

### Från 1918
- Timrå landskommun

### Från 1947
- Timrå köping